# Henryk Budzicz
Henryk Budzicz (ur. 11 czerwca 1953 w Olsztynie) – polski kajakarz i inżynier, olimpijczyk z Montrealu 1976.
Dwukrotny mistrz świata w czwórkach kajakowych na dystansie 500 m i 1000 m (Sofia 1977) oraz brązowy medalista (Belgrad 1978) w wyścigu czwórek kajakowych na 500 m.
Na igrzyskach olimpijskich zajął 5. miejsce w wyścigu czwórek kajakowych na dystansie 1000 m.